# Catena Grande Sassière-Tsanteleina
La Catena Grande Sassière-Tsanteleina è un massiccio montuoso delle Alpi Graie (Alpi della Grande Sassière e del Rutor). Si trova in Italia (Valle d'Aosta e provincia di Torino) ed in misura minore in Francia (dipartimento della Savoia).
Prende il nome dalle due montagne più significative: l'Aiguille de la Grande Sassière e la Tsanteleina.

## Collocazione
Secondo le definizioni della SOIUSA la Catena Grande Sassière-Tsanteleina ha i seguenti limiti geografici: Colle Galisia, fiume Isère, Vallon de Mercuel, Col du Mont, Valgrisenche, fiume Dora Baltea, Valsavarenche, Colle del Nivolet, Colle Galisia.
Essa raccoglie la parte sud-orientale delle Alpi della Grande Sassière e del Rutor.

## Classificazione
La SOIUSA definisce la Catena Grande Sassière-Tsanteleina come un supergruppo alpino e vi attribuisce la seguente classificazione:
- Grande parte = Alpi Occidentali
- Grande settore = Alpi Nord-occidentali
- Sezione = Alpi Graie
- Sottosezione = Alpi della Grande Sassière e del Rutor
- Supergruppo = Catena Grande Sassière-Tsanteleina
- Codice =  I/B-7.III-A

## Suddivisione
La Catena Grande Sassière-Tsanteleina viene suddivisa in due gruppi e tre sottogruppi:
- Costiera Galisia-Entrelor-Bioula (1)
- Gruppo Grande Sassière-Tsanteleina (2)
  - Nodo della Tsanteleina (2.a)
  - Sottogruppo Grande Traversière-Grande Rousse (2.b)
  - Nodo della Grande Sassière (2.c)

## Montagne

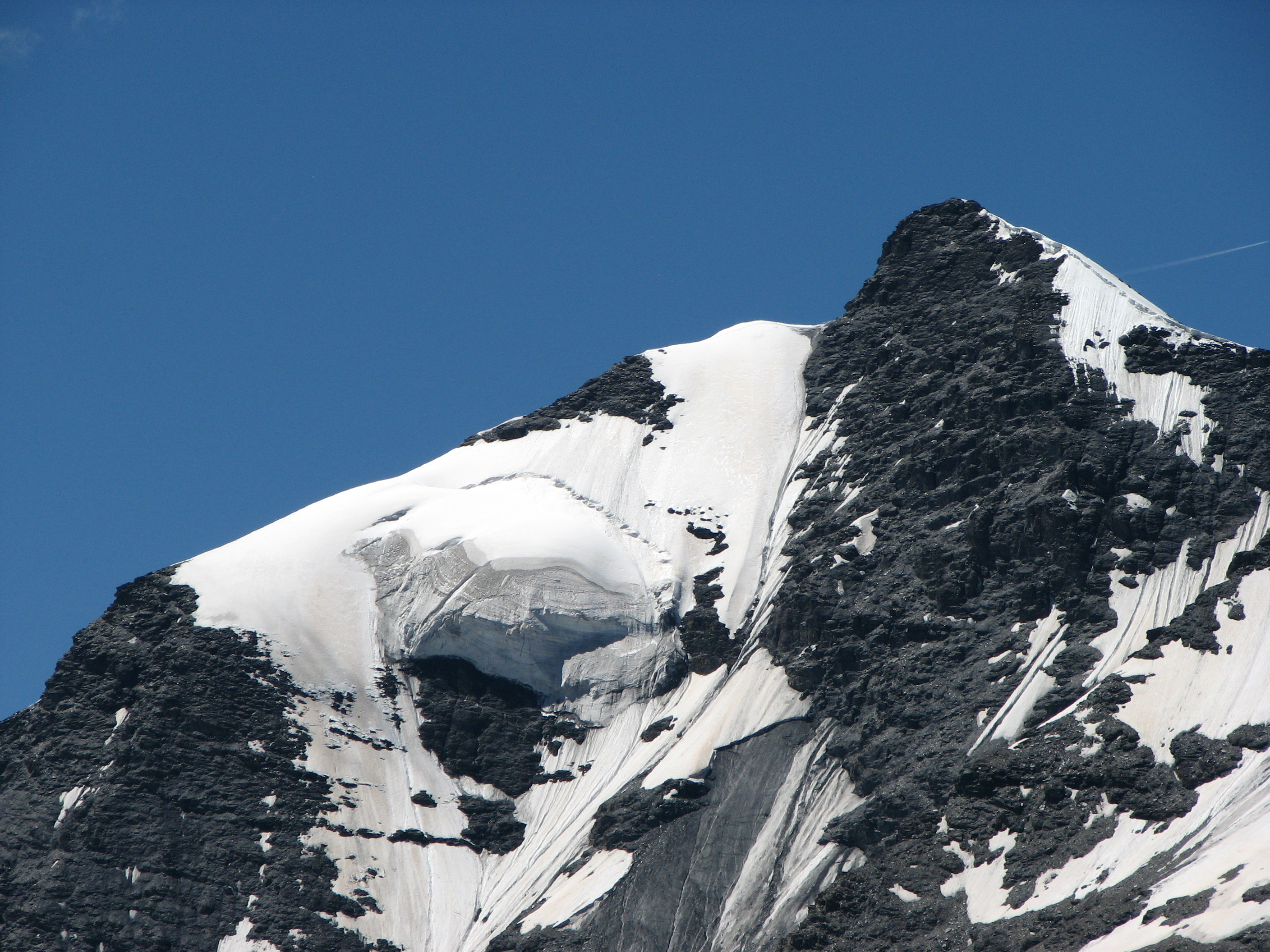
L'Aiguille de la Grande Sassière.

Le montagne principali appartenenti alla Catena Grande Sassière-Tsanteleina sono:
- Aiguille de la Grande Sassière - 3.751 m
- Grande Rousse - 3.607 m
- Tsanteleina - 3.606 m
- Grande Traversière - 3.496 m
- Punta Calabre - 3.445 m
- Cima dell'Aouillé - 3.445 m
- Mont Taou Blanc - 3.438 m
- Cima di Entrelor - 3.430 m
- Becca di Suessa - 3.423 m
- Punta di Bioula - 3.414 m
- Granta Parey - 3.387 m
- Monte Roletta - 3.384 m
- Punta Bassac Deré - 3.356 m
- Punta di Galisia - 3.345 m
- Punta Basei - 3.338 m
- Becca della Traversière - 3.337 m
- Ormelune - 3.278 m
- Gran Vaudala - 3.272 m
- Punta del Ran - 3.272 m
- Punta di Rabuigne - 3.261 m
- Pointe de la Golette - 3.256 m
- Punta Leynir - 3.238 m
- Punta Bes - 3.177 m
- Punta Chamoussiere - 2.942 m